# 柴欽齊
49°51′20″N 25°52′25″E / 49.85556°N 25.87361°E
柴欽齊（烏克蘭語：Чайчинці）是位於烏克蘭西部特諾皮爾州裏克列梅涅茨區的村莊，始建於1583年，面積2.64平方公里，人口435，人口密度每平方公里225人。